# Condado de Trempealeau
El condado de Trempealeau (en inglés: Trempealeau County), fundado en 1854, es uno de 72 condados del estado estadounidense de Wisconsin. En el año 2008, el condado tenía una población de 27,010 habitantes y una densidad poblacional de 14 personas por km². La sede del condado es Whitehall. El condado recibe su nombre en honor a las Montañas Trempealeau.

## Geografía
Según la Oficina del Censo, el condado tiene un área total de 1,922 km², de la cual 1,901 km² es tierra y 20 km² (1.06%) es agua.

### Condados adyacentes
- Condado de Buffalo (oeste)
- Condado de Eau Claire (norte)
- Condado de Jackson (este)
- Condado de La Crosse (sureste)
- Condado de Winona (suroeste)

## Demografía
| 1930   | 1970   | 1980   | 1990   | 2000   |
| ------ | ------ | ------ | ------ | ------ |
| 23.910 | 23.344 | 25.913 | 25.263 | 27.010 |

En el censo de 2000, había 27,010 personas, 10,747 hogares y 7,243 familias residiendo en el condado. La densidad poblacional era de 14 personas por km². En el 2000 había 11,482 unidades habitacionales en una densidad de 6 por km². La demografía del condado era de 98.81% blancos, 0,13% afroamericanos, 0.13% amerindios, 0.17% asiáticos, 0,01% isleños del Pacífico, 0.29% de otras razas y 0.47% de dos o más razas. 0.89% de la población era de origen hispano o latino de cualquier raza.

## Localidades

### Ciudades, villas y pueblos
- Albion
- Arcadia
- Blair
- Burnside
- Caledonia
- Chimney Rock
- Dodge
- Eleva
- Ettrick (town)
- Ettrick
- Gale
- Galesville
- Hale
- Independence
- Lincoln
- Osseo
- Pigeon
- Pigeon Falls
- Preston
- Strum
- Sumner
- Trempealeau
- Trempealeau
- Unity
- Whitehall

### Áreas no incorporadas
- Centerville